# Torre de Fornells
La Torre de Fornells es una de las muchas torres de defensa que rodean la costa de Menorca. La de Fornells fue construida entre 1801 y 1802, en el último período de dominación británica, con el objetivo de vigilar la entrada del puerto de Fornells, impedir el desembarco de barcos enemigos y proteger el Castillo de San Antonio.

## Descripción
La construcción tiene una forma troncocónica, construida de pared seca y con el exterior reforzado por bloques de arenisca. La puerta de entrada original se encuentra en la primera planta y su acceso era a través de una escalera de madera que pudiera ser retirada en caso de ataque. La pared exterior presenta un talud de refuerzo hasta media altura de la torre.
Consta de cuatro niveles:
- Una cisterna excavada en el subsuelo impermeabilizada con mortero.
- Una planta baja donde se almacenaban las armas, las municiones y los alimentos.
- La primera planta donde se alojaba la guarnición.
- La planta superior, que era la plataforma de la artillería, donde había un pequeño horno para calentar las balas de cañón hasta ponerlas al rojo vivo con el objetivo de que incendiaran los barcos enemigos.

## La defensa de la costa menorquina
A partir del siglo XVI-XVII y hasta principios del siglo XIX se construyen a lo largo de la costa menorquina unas edificaciones, la misión era vigilar y defender la isla de las incursiones piratas o militares enemigas.
Las atalayas son torres cilíndricas de piedra seca, con un poco de talud en su tercio inferior. Eran construidas en lugares de buena visibilidad. En la parte superior, en la azotea, se hacían señales de fuego al divisar algún peligro. Desde la terraza de cada una de ellas se podían ver, al menos, dos más con las que comunicarse, estableciendo, de este modo, un eficaz sistema de señales.
Las torres de defensa también estaban construidas de mampostería pero con refuerzos de arenisca. Son troncocónicas, de muros más gruesos y, en su interior, se podía alojar una pequeña guarnición.

## Restauración y musealización
Hasta principios de la década de los 90 la torre era de propiedad particular y la construcción se encontraba en un estado bastante ruinoso. En el año 1994 el Ayuntamiento de Mercadal la compró, para dos años más tarde cederla al Consejo Insular de Menorca por un periodo de 30 años con la condición de asumir las obras de rehabilitación y gestionar el museo proyectado.
Así pues, en 1996 el arquitecto Javier Soto Jiménez hace un proyecto inicial, BBCR redacta el proyecto de museización y el ingeniero Bartolomé Martí Vidal hace el proyecto de electrificación de la construcción. Un año más tarde, el ingeniero técnico Miguel Menorca Almendro redacta el proyecto de actividades clasificadas pero no es hasta el año 1999 cuando se inician las obras.
La dirección de la obra corrió a cargo del arquitecto Santiago de Udaeta Font y el arquitecto técnico Francisco García Arbós, ambos del Consejo Insular. Las obras finalizaron en el año 2000, desde entonces la torre es un museo que se puede visitar.

## Cartografía
Hoja n.º 618 de la serie MTN50 del  Insitituto Geográfico Nacional. (Descarga gratuita en formato digital en Centro de descargas del  Centro Nacional de Información Geográfica)
«Centro de descargas del Centro Nacional de Información Geográfica» (en español, inglés y francés).